# Museo del francobollo coreano
Il Museo del francobollo coreano (in coreano 조선우표박물관) è un museo filatelico e postale ubicato a Pyongyang, capitale della Corea del Nord. Il museo è di proprietà della Korea Stamp Corporation, l'azienda emittente francobolli nel paese.

## Storia
Il Museo filatelico di Pyongyang è stato fondato il 9 aprile 2012, in occasione del centesimo anniversario dalla nascita di Kim Il-sung, che proclamò la nascita della repubblica nordcoreana. Il museo è stato chiuso nel 2018 a causa di alcuni lavori di ristrutturazione che hanno portato all'ampliamento del museo, riaperto al pubblico l'11 febbraio 2019.

## Edificio
Ubicato tra le torri gemelle del Koryo Hotel e la stazione di Pyongyang, l'edificio in cui ha sede il museo è composto da tre piani, che ospitano un negozio di souvenir al secondo piano e una sala espositiva al terzo. Dopo la ristrutturazione del 2018, nell'esterno del museo, è stata posizionata una statua in bronzo che raffigura una colomba che vola sul globo, mentre trasporta una cartolina nel becco.

## Esposizione

### Collezione filatelica
L'esposizione del Museo filatelico di Pyongyang comprende, nella collezione filatelica, oltre 6000 francobolli, assieme ai vari francobolli emessi dalla Korea Stamp Corporation, dal 1946, e ad un album di francobolli composto da Kim Jong-Il durante gli anni da studente.

Uno dei francobolli che raffigurano la fauna nordcoreana raffigurante un picchio di Tristram, uccello diffuso nella penisola coreana

I francobolli che sono in esposizione illustrano la storia, la flora e la fauna della Corea del Nord, assieme ad altri eventi storici di rilievo mondiale tra cui, tanto per citarne uno, il lancio dello Sputnik. Infine sono esposte anche delle cartoline che mostrano le carriere dei leader politici nordcoreani e la vita quotidiana degli abitanti.

### Collezione postale
Nella collezione postale invece, sono esposte cartoline e buste delle lettere, assieme ad oggetti postali molto antichi appartenenti al servizio postale coreano, la cui istituzione risale agli ultimi anni di regno della dinastia Joseon. Sono anche esposti manufatti postali appartenenti al servizio postale nordcoreano.